# Live at The ICA
Albums de Queen Adreena
The Butcher and The Butterfly
(2005) Ride a Cock Horse
(2007)
Live at The ICA est un album live de Queen Adreena sorti en mars 2005 sur le label One Little Indian en CD et DVD.

## Liste des morceaux
1. Medicine Jar
2. In Red
3. Join the Dots
4. Cold Fish
5. Pull Me Under
6. Wolverines
7. Fuck Me Doll
8. Princess Carwash
9. Birdnest Hair
10. Ascending Stars
11. Pretty Like Drugs
12. Razorblade Sky
13. Suck
14. Pretty Polly

À noter que la version japonaise contient un titre supplémentaire : Kitty Collar Tight

## Composition du groupe
- Katie Jane Garside - chant
- Crispin Gray - guitare
- Melanie Garside - guitare basse
- Pete Howard - batterie